# Bernt-Olov Andersson
Bernt-Olov Andersson, egentligen Bernt Olof Andersson, född 8 november 1947 i Kilafors, är en svensk författare, dramatiker och kulturjournalist. 
Han är tidigare förste vice ordförande i Sveriges Författarförbund, ordförande i Norrländska författarsällskapet och Författarcentrum Norr. Han är vidare initiativtagare till Stig Sjödin-sällskapet och Föreningen Arbetarskrivare samt sångare i musikgrupperna Band Avd. och Starka Band.
Han är bosatt i Sandviken.

### Böcker
- 1976 – Poetisk paddling och tre noveller
- 1977 – Dagar i New York
- 1978 – Mellan hammarslag och bandbyte
- 1987 – Torsdag och tidig november
- 1988 – Min älskade slaktare[1]
- 1990 – Jonassvit
- 1991 – Agitatorerna
- 1993 – Litteraturen i Gästrikland
- 1993 – Angående...
- 1995 – Syrenernas tid[1]
- 1996 – Gästrike Hälsinge Litteratur
- 1997 – Som en lilja[1]
- 2000 – Färöarna
- 2001 – Vi skriver en pjäs
- 2002 – I syrenernas tid
- 2004 – Vinscha dig upp i ljuset
- 2005 – Dra åt helvete, sa patron!
- 2006 – Drömmar om rosor och järn
- 2007 – Djupt i Garpeberget
- 2009 – Balladen om Big O[1]
- 2012 – Kanal
- 2014 – Verktygsbod – 33 betraktelser
- 2015 – Färöarna – ett annorlunda mål
- 2018 – Den osynliga nåden – minnen och gestaltningar ur mitt sociala arv
- 2021 – Framtid ska min dotter heta
- 2022 – Min resa - Krönikor 1980-2022

- 2024 – Alla goda ting

### Pjäser
- Miljonärerna 1991
- Argentinsk likör 1996
- Det stora tågspektaklet 1996
- Systrarna 1998
- Det stora sjöslaget 2000
- I syrenernas tid 2003–04
- Maran 2009

### Redaktör för
- Rosor & Järn 1982
- Lort-Sverige idag 1988
- Ockelboboken 1989
- Norbergare minns 1993
- Hofmålarens berättelser 2002
- Röster i Gästrikland 2006

### Musik
- Järngrepp 2006 (Sångare i släktbandet Band Avd. och Starka Band)[2]
- Finnskogs-Lars visor 2019 (text och sång B-O Andersson, musik: Lennart Östblom.)

## Priser och utmärkelser
- Gefle Dagblads kulturpris 1983
- LO:s kulturstipendium 1989
- Martin Koch-priset 1992
- Norbergs kulturstipendium 1995
- Författarförbundets Frödingstipendium 1996
- Gunvor Göranssons stora pris 1997
- Stig Sjödinpriset 2003
- Gävleborgs läns landstings kulturstipendium 2006
- Liv i Sveriges hederspris 2009
- Årets läsfrämjare 2012
- Hedenvindplaketten 2019 [3]
- Ivar Lo-priset 2022
- Region Gävleborgs kulturpris 2022